# 극장판 포켓몬스터 DP: 기라티나와 하늘의 꽃다발 쉐이미
〈극장판 포켓몬스터 기라티나와 하늘의 꽃다발 쉐이미〉(劇場版ポケットモンスター ダイヤモンド&パール ギラティナと氷空の花束 シェイミ)는 2008년 7월 19일에 개봉된 TV 애니메이션〈포켓몬스터〉의 극장판 제11기이다.

## 줄거리
우리가 사는 현실 세계와 딱 달라 붙어 있는 또 하나의 이상한 세계. 그것은 '반전 세계'라 불리는 현실 세계를 지탱해주는 세계이다. 이 세계를 지배하는 전설의 포켓몬 기라티나. 무슨 이유에서인지 분노가 극에 달해 호수에서 평화로이 물을 마시고 있던 디아루가를 반전 세계로 납치하여 공격을 감행한다. 그런데 디아루가를 끌고 오던 중, 환상의 '감사 포켓몬' 쉐이미가 휘말린다. 반전 세계에 퍼져 있는 독가스를 흡입한 쉐이미는 주특기인 '시드 플레어'로 디아루가를 탈출하게 만들어버려 기라티나의 미움을 사는 듯 보였다. 한 편 포켓몬 마스터가 되기 위해 여행 중인 지우와 친구들. 웅이의 화려한 요리 솜씨로 만든 포켓몬 음식들을 자신들의 포켓몬을 모두 꺼내 먹이고, 자신들은 웅이표 핫케이크를 먹으려던 찰나 쉐이미가 그들 앞에 나타나 다 해치워버린다. 그 난리로부터 먼 길 오느라 지친 쉐이미는 포켓몬 센터에서 치료를 받게 된다. 한편, 기라티나와 디아루가, 쉐이미의 난리를 또다른 곳에서 지켜보고 있던 '제로'는 기라티나를 이용하여 반전 세계를 손에 넣고, 현실 세계를 파괴할 음모를 꾸민다. 이 목표 달성을 위해선 쉐이미의 힘이 필요함을 알고, 급기야는 지우 일행까지 습격한다.

## 등장인물
무한 그레이스 랜드
성우 -   / 오인성
반전 세계를 시간 가는 줄도 모르고 5년이나 연구한, 박식하면서도 엉뚱한 면이 있는 과학자. 자뻑이 심해, 지우와 빛나에게 자신을 소개하기를 "이 세계에서 몰라주는 사람이 없는 천재 과학자"라고 한다. '제로'는 과거에 그의 조수였다. 파트너는 바리톱스
제로
성우 - 나카무라 시도 / 신용우
거대 비행선을 타고 다니며 반전 세계에 유난히 관심이 있는 듯한 남자. 쉐이미와 기라티나를 이용해 음모를 꾸민다. 전에 무한 그레이스 랜드의 조수였다. 현실 세계를 더럽다고 생각하며 반전 세계를 손에 넣으려 한다. 자포코일 1마리와, 레어코일, 코일을 떼거지로 몰고 다닌다.
인피
성우 - 나카가와 쇼코 / 이영란
제로가 타고 다니는 비행선의 홀로그램. 여성의 모습을 하고 있고 제로에게 충실히 대하며 바깥 상황의 정보, 데이터 수집, 비행선 조종 등의 일을 한다.
쉐이미
성우 - 야마자키 바닐라 / 임주현
감사 포켓몬이라고 불리는 귀여운 포켓몬. 그러나 꽤나 명칭에 맞지 않게 건방지고 지나치게 여성적이어서(본래 암컷이기도 하지만) 지우의 분노를 사는 한편, 빛나를 자기 편으로 끌어버려 자신을 감싸게 한다. 기라티나와 디아루가의 싸움에 휘말려 반전 세계까지 들어가 독안개를 흡입하고 특기 '시드 플레어'로 디아루가가 탈출할 구멍을 만들어줘버렸다. 등에 나 있는 분홍색 꽃송이가 감사의 표현을 상대에게 전할 때 주는 '그라시데아 꽃'을 닮아 있다.
디아루가
시간을 지배하고 신이라 불리는 포켓몬이다. 일전에 아라모스 마을에서 펄기아와 싸운 적이 있고, 이번엔 꽤나 우아하게 한가해보이는 모습으로 호수에 나타나 물을 마시려 하지만 불행스럽게도 분노가 극에 달한 기라티나와의 난리통을 겪게 되어 일이 바빠졌다. 그래도 다행히 쉐이미가 만든 구멍으로 탈출하였으나, '약 오르지'라는 식으로 기라티나 주위에는 시간을 반복하게 만들어 기라티나를 반전 세계에서 나올 수 없게 해버렸다.
기라티나
반전 세계를 지배하는 포켓몬. 현실 세계와 중력이 다르기 때문에 현실 세계에 나오면 미꾸라지를 닮은 몸체에서 다리 6개가 생겨난다. 디아루가와 펄기아에 대한 강력한 분노와 증오를 품고 있다.
레지기가스
제로가 반전 세계에서 현실 세계를 공격하자 위기를 느껴 깨어났다. 맘모꾸리 무리들과 힘을 합쳐 현실 세계의 균형 붕괴를 막는다.